# Vieux, Calvados
Vieux är en kommun i departementet Calvados i regionen Normandie i norra Frankrike. Kommunen ligger i kantonen Évrecy som ligger i arrondissementet Caen. År 2022 hade Vieux 710 invånare.

## Befolkningsutveckling
Antalet invånare i kommunen Vieux
Referens:INSEE